# Annemarie Bischofberger
Annemarie Bischofberger (Oberegg, 29 gennaio 1960) è un'ex sciatrice alpina svizzera.

## Biografia
Discesista pura, agli Europei juniores di Kranjska Gora 1977 la Bischofberger vinse la medaglia d'oro; in Coppa del Mondo ottenne il primo piazzamento il 26 gennaio 1979 a Schruns (17ª) e ai XIII Giochi olimpici invernali di Lake Placid 1980, sua unica partecipazione olimpica, si classificò al 20º posto. In Coppa del Mondo conquistò il miglior risultato il 12 dicembre 1980 a Piancavallo (4ª) e ottenne l'ultimo piazzamento il 17 dicembre seguente ad Altenmarkt-Zauchensee (14ª). È zia dello sciatore freestyle Marc.

## Palmarès

### Europei juniores
- 1 medaglia[1]:
  - 1 oro (discesa libera a Kranjska Gora 1977)

### Coppa del Mondo
- Miglior piazzameento in classifica generale: 30ª nel 1979

### Campionati svizzeri
- 1 medaglia[senza fonte] (dati parziali fino alla stagione 1979-1980):
  - 1 oro (discesa libera nel 1980)[senza fonte]